# Квемо-Чинчриани
Квемо-Чинчриани (груз. ქვემო ჭინჭრიანი) — село в Грузии, на территории Тетрицкаройского муниципалитета края (мхаре) Квемо-Картли.

## География
Село находится в юго-восточной части Грузии, на левом берегу реки Алгети, на расстоянии приблизительно 22 километров (по прямой) к северо-западу от города Тетри-Цкаро, административного центра муниципалитета. Абсолютная высота — 1253 метра над уровнем моря.

## Население
По результатам официальной переписи населения 2014 года в Квемо-Чинчриани проживало 16 человек (9 мужчин и 7 женщин). В национальной структуре населения грузины составляли 50 %, осетины — 50 %.